# Антон Бургер
Антон Бургер (Нојкирхен, 19. новембар 1911 — Есен, 25. децембар 1991) имао је чин "Sturmbannführer" у нацистичком СС-у. Био је командант концентрационог логора Терезијенштат између 1943. године и 1944. године. После рата се крио и његов идентитет се сазнао тек 1994. године, три године након његове смрти.